# Katarzyna Jagiellonka
Katarzyna Jagiellonka (szw. Katarina Jagellonica, fin. Katariina Jagellonica, ur. 1 listopada 1526 w Krakowie, zm. 16 września 1583 w Sztokholmie) – królewna polska i księżniczka litewska, księżna Finlandii w latach 1562–1583 i królowa Szwecji w latach 1568–1583 jako pierwsza żona Jana III Wazy. Najmłodsza córka króla Polski Zygmunta I Starego i Bony Sforzy.

## Życiorys
W dzieciństwie zaniedbywana przez rodziców, zwłaszcza przez matkę, która całą uwagę poświęcała swojej pierworodnej córce Izabeli oraz jedynemu synowi Zygmuntowi Augustowi.
Wychowywała się wraz z dwiema siostrami – Zofią i Anną. Trzy królewny odebrały dobre wykształcenie, jednak było ono znacznie niższe od tego, które z inicjatywy Bony otrzymała Izabela.
W związku z małżeństwem brata Zygmunta II Augusta z Barbarą Radziwiłłówną zawartym w 1547, jego pobytem w Wilnie i śmiercią ojca w 1548, Katarzyna przeniosła się wraz z matką i siostrami Anną i Zofią z Krakowa na Mazowsze, gdzie Bona otrzymała oprawę wdowią. Od 1556 Katarzyna mieszkała tylko z Anną, po zamążpójściu Zofii oraz wyjeździe matki do Bari.
W 1560 owdowiały car Rosji Iwan Groźny poprosił o rękę Katarzyny, ale Zygmunt August nie wydał na to małżeństwo zgody.
W 1562 do Wilna przybyli fińscy posłowie, aby zaproponować małżeństwo Katarzyny z Janem Wazą. Sytuacja wywołała zdezorientowanie u króla Zygmunta Augusta, ponieważ zwyczaj wymagał, aby królewny wydawać za mąż według starszeństwa, natomiast starsza o 3 lata od Katarzyny Anna pozostawała panną. Anna – niechcąca pozbawiać siostry szansy na małżeństwo – oświadczyła, że zrzeka się swojej kolejki na rzecz Katarzyny. Król przychylił się do prośby Anny i wydał zgodę na ślub Katarzyny.
W wieku 36 lat, 4 października 1562 w Wilnie poślubiła księcia Finlandii Jana, późniejszego króla Szwecji Jana III. Zamieszkała wraz z mężem w Turku, gdzie prowadziła własny dwór. Król Szwecji Eryk XIV, podejrzewając Jana o spiskowanie z Rzecząpospolitą, 12 sierpnia 1563 zdobył Turku i uwięził parę książęcą w zamku Gripsholm, niedaleko Sztokholmu. Tam Katarzyna urodziła córkę Izabellę (1564–1566 – pochowana w katedrze w Strängnäs), a 20 czerwca 1566 syna Zygmunta, nazwanego na cześć króla Zygmunta Starego.

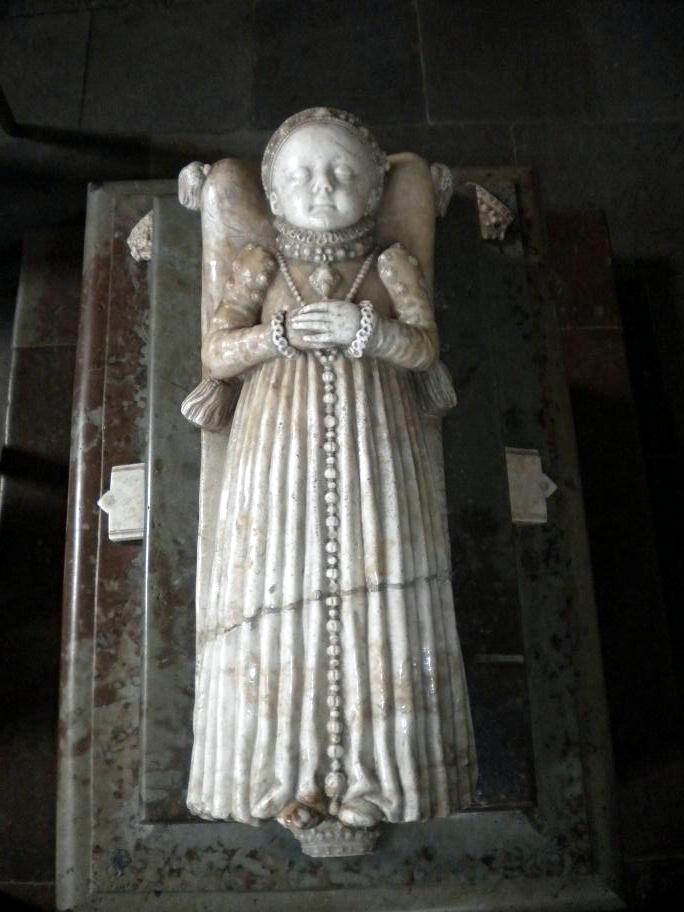
Nagrobek Izabelli Wazówny z 1580, Katedra w Strängnäs

Eryk XIV planował zamach na życie nowo narodzonego Zygmunta, w związku z tym Katarzynie udało się przekonać męża, aby odsunąć jego brata od rządów. Udało się to we wrześniu 1568 i Jan objął tron Szwecji. W 1568 urodziła się ich córka Anna.
Koronacja pary królewskiej odbyła się 10 lipca 1569 w uppsalskiej katedrze. Próbowała zachować wpływy katolicyzmu w Szwecji. Pod jej wpływem Jan III wydał przepisy liturgiczne dla kościoła luterańskiego. Jej gusta artystyczne miały wpływ na wznoszenie wielu szwedzkich budowli renesansowych, wzorowanych na dziełach polskiego renesansu.
W 1575 siostra Anna Jagiellonka, która ciągle pozostała niezamężna, została wybrana na królową Polski.
Katarzyna zmarła w 1583. Jan ożenił się powtórnie 2 lata później z Gunillą Bielke. Katarzyna została pochowana wraz z mężem w katedrze w Uppsali.
W 1587 dzięki wsparciu Anny Jagiellonki królem Polski został jedyny syn Katarzyny, Zygmunt III Waza.
W 1570 Marcin Kromer napisał cieszące się popularnością u współczesnych dzieło Historia prawdziwa o przygodzie żałosnej książęcia Finlandzkiego Jana i królewny Katarzyny.

## Dzieci Katarzyny i Jana III
| Obraz | Imię     | Data urodzenia | Data śmierci | Małżeństwa                                      |
| ----- | -------- | -------------- | ------------ | ----------------------------------------------- |
|       | Izabella | 1564           | 1566         |                                                 |
|       | Zygmunt  | 1566           | 1632         | 1. Anna Habsburżanka 2. Konstancja Habsburżanka |
|       | Anna     | 1568           | 1625         |                                                 |

## Katarzyna Jagiellonka w literaturze
- Eino Leino, Pieśni księcia Jana i Katarzyny Jagiellonki (1919, wyd. polskie 1981)[8]
- Hanna Muszyńska-Hoffmannowa, Zamorska Jagiellonka (1986)[9]
- Małgorzata Duczmal, Czterej królowie Katarzyny, część I (1988)[10]
- Małgorzata Duczmal, Czterej królowie Katarzyny, część II (1989)[10]
- Ilona Skujaitė, Karo nuotaka. Iš nemylimos dukros – į Švedijos karalienę („Narzeczona wojny. Od niekochanej córki do królowej Szwecji”, Wilno 2023)[11][12]

## Galeria

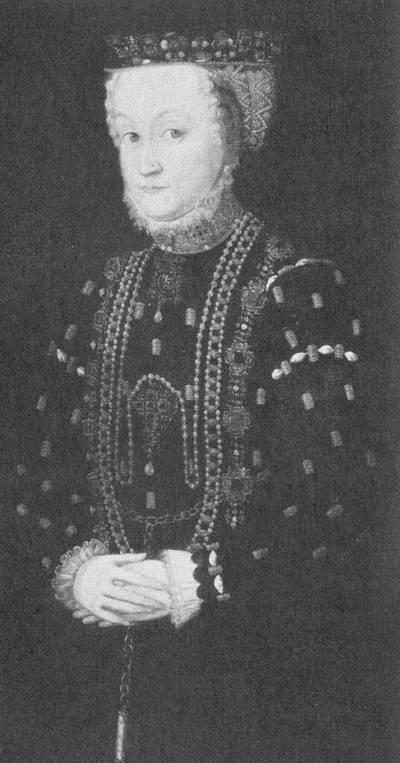
Portret Katarzyny Jagiellonki z 1555 r. autorstwa Marcina Ostrowskiego (?)
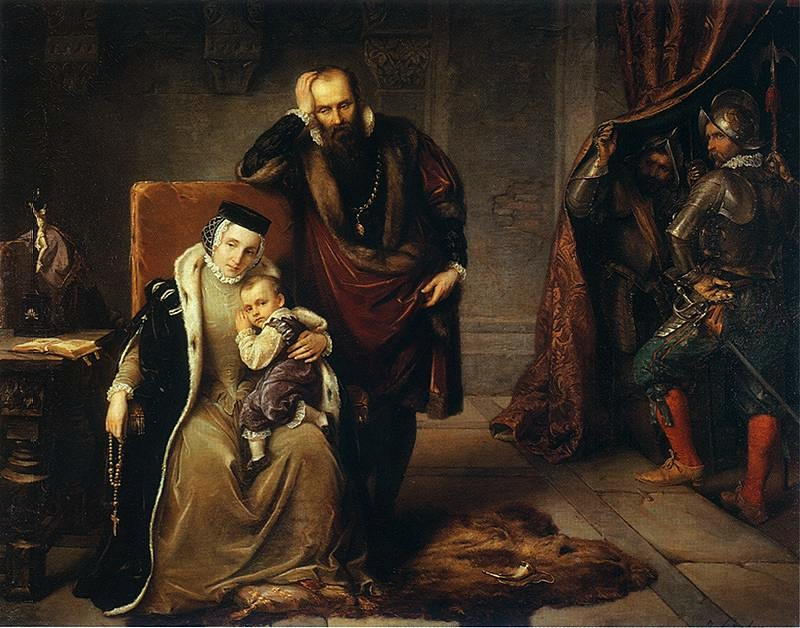
Katarzyna Jagiellonka z mężem i z synem Zygmuntem na zamku Gripsholm, obraz Józefa Simmlera, XIX w.
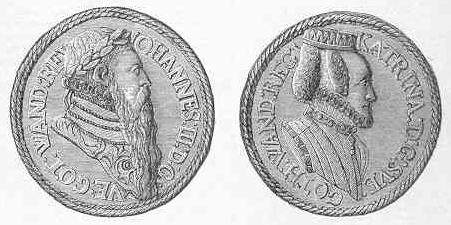
Medale z wizerunkiem Jana III Wazy i Katarzyny Jagiellonki
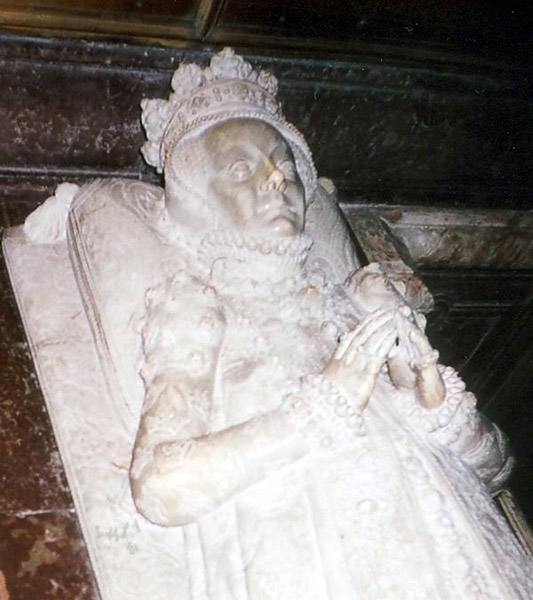
Nagrobek Katarzyny Jagiellonki w katedrze w Uppsali
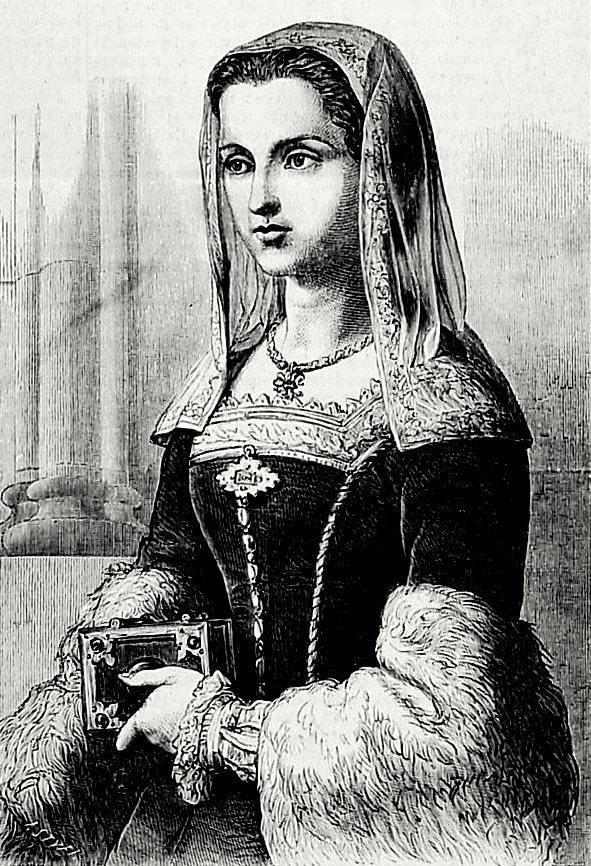
Jan Styfi, Portret Katarzyny Jagiellonki
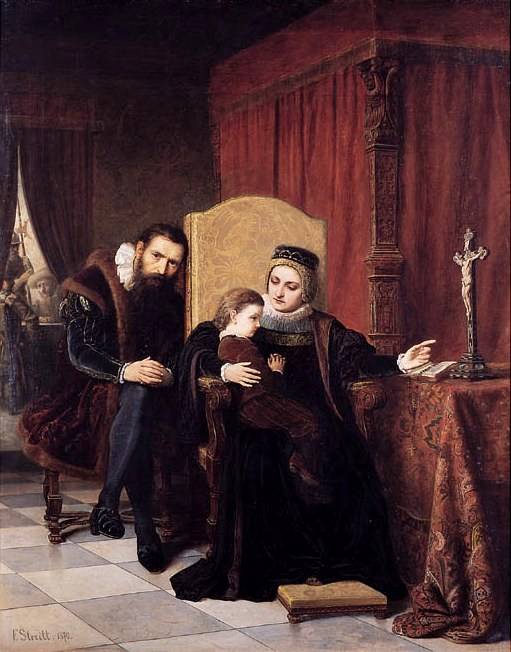
Franciszek Streitt, Katarzyna Jagiellonka

## Drzewo genealogiczne
| Kazimierz IV Jagiellończyk ur. 30 XI 1427 zm. 7 VI 1492 | Kazimierz IV Jagiellończyk ur. 30 XI 1427 zm. 7 VI 1492 |                                            |                                            | Elżbieta Rakuszanka ur. 1436 zm. 30 VIII 1505 | Elżbieta Rakuszanka ur. 1436 zm. 30 VIII 1505 |  |  | Gian Galeazzo Sforza ur. 20 VI 1469 zm. 21 X 1494 | Gian Galeazzo Sforza ur. 20 VI 1469 zm. 21 X 1494 |                                          |                                          | Izabela Aragońska ur. 2 X 1470 zm. 1 II 1524 | Izabela Aragońska ur. 2 X 1470 zm. 1 II 1524 |
|                                                         |                                                         |                                            |                                            |                                               |                                               |  |  |                                                   |                                                   |                                          |                                          |                                              |                                              |
|                                                         |                                                         |                                            |                                            |                                               |                                               |  |  |                                                   |                                                   |                                          |                                          |                                              |                                              |
|                                                         |                                                         | Zygmunt I Stary ur. 1 I 1467 zm. 1 IV 1548 | Zygmunt I Stary ur. 1 I 1467 zm. 1 IV 1548 |                                               |                                               |  |  |                                                   |                                                   | Bona Sforza ur. 2 II 1494 zm. 19 XI 1557 | Bona Sforza ur. 2 II 1494 zm. 19 XI 1557 |                                              |                                              |
|                                                         |                                                         |                                            |                                            |                                               |                                               |  |  |                                                   |                                                   |                                          |                                          |                                              |                                              |
|                                                         |                                                         |                                            |                                            |                                               |                                               |  |  |                                                   |                                                   |                                          |                                          |                                              |                                              |
|                                                         |                                                         |                                            |                                            |                                               |                                               |  |  |                                                   |                                                   |                                          |                                          |                                              |                                              |

|                            |                            | Jan III Waza ur. 21 XII 1537 zm. 17 XI 1592 OO 4 X 1562 | Jan III Waza ur. 21 XII 1537 zm. 17 XI 1592 OO 4 X 1562 | Katarzyna Jagiellonka ur. 1 XI 1526 zm. 16 IX 1583 | Katarzyna Jagiellonka ur. 1 XI 1526 zm. 16 IX 1583 |  |  |  |  |
|                            |                            |                                                         |                                                         |                                                    |                                                    |  |  |  |  |
|                            |                            |                                                         |                                                         |                                                    |                                                    |  |  |  |  |
| Izabella ur. 1564 zm. 1566 | Izabella ur. 1564 zm. 1566 | Zygmunt III Waza ur. 20 VI 1566 zm. 30 IV 1632          | Zygmunt III Waza ur. 20 VI 1566 zm. 30 IV 1632          | Anna ur. 17 V 1568 zm. 26 II 1625                  | Anna ur. 17 V 1568 zm. 26 II 1625                  |  |  |  |  |